# Maxime Lajoie
Maxime Lajoie (* 5. November 1997 in Québec City, Québec) ist ein kanadischer Eishockeyspieler, der seit Juli 2024 bei den Seattle Kraken in der National Hockey League unter Vertrag steht und parallel für deren Farmteam, die Coachella Valley Firebirds, in der American Hockey League zum Einsatz kommt.

## Karriere
Maxime Lajoie wurde in Québec City geboren und wuchs unter anderem in Calgary auf. Dort spielte er in seiner Jugend für die Calgary Royals, bevor er zum Ende der Saison 2013/14 zu den Swift Current Broncos in die Western Hockey League (WHL) wechselte, die ranghöchste Juniorenliga der Region. Im Trikot der Broncos etablierte sich der Kanadier als Offensivverteidiger und verzeichnete konstant etwa 40 Scorerpunkte pro Saison. Darüber hinaus wählen ihn die Ottawa Senators im NHL Entry Draft 2016 an 133. Position und statteten ihn im Oktober gleichen Jahres mit einem Einstiegsvertrag aus.
Mit Beginn der Saison 2017/18 wechselte Lajoie in die Organisation der Senators und wurde fortan bei deren Farmteam eingesetzt, den Belleville Senators aus der American Hockey League (AHL). Parallel dazu absolvierte der Abwehrspieler eine Partie für die Brampton Beast in der drittklassigen ECHL. Im Rahmen der Vorbereitung auf die Spielzeit 2018/19 erspielte er sich schließlich einen Platz in Ottawas Aufgebot und debütierte somit Anfang Oktober 2018 in der National Hockey League (NHL). In seinen ersten sechs NHL-Partien verzeichnete er sieben Scorerpunkte für die Senators.
Nach über vier Jahren in der Organisation der Senators wurde Lajoie im Januar 2021 im Tausch für Clark Bishop an die Carolina Hurricanes abgegeben. Mit dem Farmteam der Hurricanes, den Chicago Wolves, gewann er in der Saison 2021/22 die AHL-Playoffs um den Calder Cup. Nach zwei Jahren in Carolina wechselte er im Juli 2023 als Free Agent zu den Toronto Maple Leafs, ebenso wie im Juli 2024 zu den Seattle Kraken.

## Erfolge und Auszeichnungen
- 2022 Calder-Cup-Gewinn mit den Chicago Wolves
- 2023 Teilnahme am AHL All-Star Classic

## Karrierestatistik
Stand: Ende der Saison 2023/24
(Legende zur Spielerstatistik: Sp oder GP = absolvierte Spiele; T oder G = erzielte Tore; V oder A = erzielte Assists; Pkt oder Pts = erzielte Scorerpunkte; SM oder PIM = erhaltene Strafminuten; +/− = Plus/Minus-Bilanz; PP = erzielte Überzahltore; SH = erzielte Unterzahltore; GW = erzielte Siegtore; 1 Play-downs/Relegation; Kursiv: Statistik nicht vollständig)